# Franziskanerbrüder vom Heiligen Kreuz

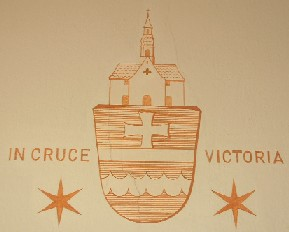
Im Kreuz ist Sieg; lateinischer Wahlspruch der Franziskanerbrüder vom Heiligen Kreuz (FFSC).

Die 1862 gegründete römisch-katholische Ordensgemeinschaft Franziskanerbrüder vom Heiligen Kreuz (Ordenskürzel: FFSC) ist eine deutsche Brüdergemeinschaft, die ihr Mutterhaus in Hausen (Wied), Verbandsgemeinde Rengsdorf-Waldbreitbach in Rheinland-Pfalz hat, weshalb sie regional auch Hausener Franziskanerbrüder genannt werden.
Die Franziskanerbrüder vom Heiligen Kreuz verstehen sich als Mitglied der franziskanischen Familie und werden den Regulierten Dritten Orden zugerechnet. Die Ordenstracht besteht aus einem braunen Habit mit Hemdkragen, einem Strick und einem Skapulier. Die Gemeinschaft ist Mitglied der INFAG, der Interfranziskanischen Arbeitsgemeinschaft.
Bis heute betreiben die Brüder sozial-karitative Einrichtungen für alte und kranke, behinderte und arme Menschen. 2012 hatte der Orden 36 Mitglieder in Niederlassungen in Deutschland und den Vereinigten Staaten von Amerika.

## Geschichte

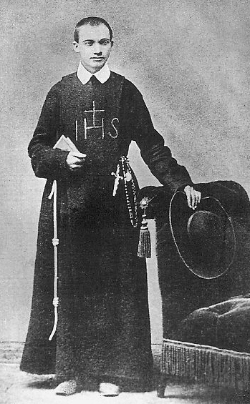
Bruder Jakobus (Peter Wirth, 1830–1871), Gründer der Kongregation der Franziskanerbrüder vom Heiligen Kreuz (FFSC) / Institutum Fratrum Franciscanium an Sancta Cruce loci Waldbreitbach (FFSC)

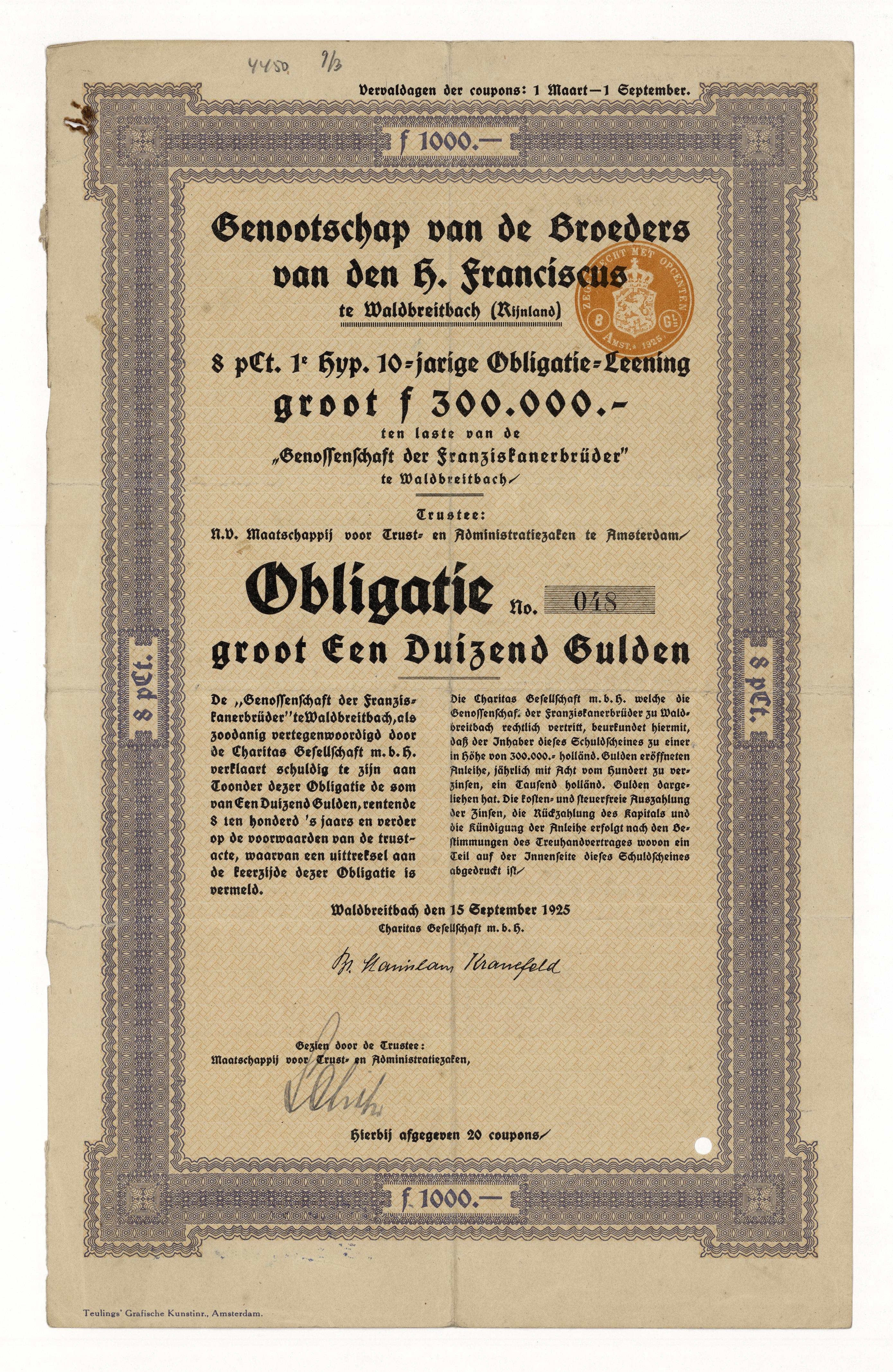
Obligation über 1000 niederländischen Gulden der Genossenschaft der Franziskanerbrüder vom 15. September 1925

### Entstehung und Entwicklung bis 1930
Die Kongregation entstand am 12. Juni 1862 aus einer von Bruder Jakobus (Peter Wirth) 1852 mit einem Freund gegründeten Wohngemeinschaft Frommer Handwerker als Kongregation päpstlichen Rechts mit Hilfe des Waldbreitbacher Pfarrers Gomm und weiteren Männern. Wirth, der von bestehenden Klöstern als Aspirant abgelehnt worden war, und sein Gefährte bestritten den Lebensunterhalt durch die Arbeit als Schuhmacher; es gab eine religiös geprägte Tagesstruktur, und sie nahmen Waisenknaben bei sich auf, die sie erzogen und ausbildeten. 1871 erhielten die wachsende religiöse Gemeinschaft die Erlaubnis des Trierer Bischofs. Bruder Jakobus infizierte sich bei der Pflege von Pockenkranken und starb am 28. März 1871. Die Kongregation erhielt 1910 das päpstliche Belobigungsdekret und wurde 1923 endgültig durch die Religiosenkongregation in Rom anerkannt.
Erste Filialen wurden 1867/68 in Würzburg, Oberwesel und Karlstadt gegründet, die jedoch wegen des Preußischen Kulturkampfs wieder geschlossen werden mussten. Auch die Aufnahme neuer Mitglieder war verboten, die Tätigkeit der Brüder wurde auf die Kranken- und Behindertenpflege begrenzt. Nach dem Ende des Kulturkampfs blühte die Gemeinschaft auf und konnte zahlreiche Eintritte verzeichnen, neue Niederlassungen wurden gegründet. 1886 wurde in Elkenroth eine erste  „Arbeiterkolonie“, ein Resozialisierungsprojekt für Nichtsesshafte, gegründet. Die rasche Expansion führte ab 1900 zu Niederlassungen im Ausland: In Rom, Basel und Lugano. Die Franziskanerbrüder führten Behinderteneinrichtungen, Waisenhäuser, ein Kurheim und ein Priestererholungsheim, vorübergehend auch einige Kolpinghäuser.
Im Ersten Weltkrieg wurden zahlreiche Mitglieder der Gemeinschaft zum Kriegsdienst einberufen, einige Einrichtungen mussten Lazarette aufnehmen. Wegen ausbleibenden Nachwuchses, durch Kriegsgefallene und Austritte sank die Zahl der Mitglieder, nahm jedoch in den 1920er-Jahren auf etwa 400 Brüder und gut 100 Novizen 1934/35. Neben neuen Niederlassungen in Deutschland gingen die Franziskanerbrüder 1924 auch in die USA, wo die 1933 fast 20 Brüder Einrichtungen zur Erziehung und Ausbildung Jugendlichen und Wohneinrichtungen für Behinderte aufbauten. Die St.  James trade School in Springfield (Illinois) bestand von 1927 bis 1972. Von 1926 bis 1939 führten sie in Rom den Haushalt von Papst Pius XI. und waren in den Nuntiaturen in Jerusalem und Dublin tätig.

### Zeit des Nationalsozialismus
1936 gehörten der Waldbreitbacher Kongregation 480 Brüder und 60 Novizen an. Sie unterhielt 31 Häuser, davon 20 in Deutschland. In fünf Anstalten mit ca. 1870 Betten wurden geistig behinderte und psychisch kranke Männer betreut, hinzu kamen Anstalten für Fürsorgezöglinge, Krankenhäuser und ambulante Krankenpflege.
Zum Aufbau ihrer Werke liehen sich die Franziskanerbrüder Geld bei ausländischen Banken. Auf die in Devisen zu bezahlenden Zinsen verlangte das Deutsche Reich besondere Steuern „gegen den Kapitalabfluss“, welche unter den Nationalsozialisten massiv erhöht wurden. Durch systematische Kontrollen wurden alle Fehler bei der Abrechnung, auch kleinste versehentliche Irrtümer, zur Anklage gebracht und mit hohen Geldbußen belegt. Durch diese sogenannten Devisenprozesse versuchte das nationalsozialistische Regime, die Kirche und kirchliche Organisationen finanziell auszubluten. Als die staatlichen Einweisungsstellen daraufhin alle Versorgungsaufträge mit den Behinderteneinrichtungen fristlos kündigten, mussten die Brüder im Dezember 1936 ein Konkursverfahren eröffnen. In diesem Verfahren übernahmen die Nationalsozialisten unter anderem das Behindertenheim St.-Josefs-Heim in Waldniel für rund einen Drittel des wahren Wertes und nutzten es später als „KFA Waldniel-Hostert“ für das Euthanasie-Programm.
Im April 1935 kam es nach einer Anzeige zu Ermittlungen wegen Vergehen nach § 175, Unzucht zwischen Männern. Die Ermittlungen wurden im Herbst 1935 ausgedehnt. In der Folge gingen die Strafverfolgungsbehörden mit dem im Juni 1935 verschärften § 175 auch gegen andere Laienorganisationen sowie Geistliche und Priester außerhalb von Klöstern vor. Zudem wurde die Strafverfolgung teilweise nach § 174, Unzucht mit Zöglingen, geführt bzw. Anklage erhoben.
Von den 2500 Ermittlungsverfahren wurden 292 gegen Waldbreitbach-Hausener Franziskaner geführt. Die meisten Ermittlungen wurden wegen Geringfügigkeit, Verjährung oder einer Amnestie niedergeschlagen oder eingestellt. Im Zuge der sogenannten Sittlichkeitsprozesse kam es zur Verurteilung von 54 Mitgliedern der Kongregation. Die hohe Zahl verurteilter Brüder kam vor allem durch eine Summierung „homosexueller Vergehen“ zustande.
In ebenso durchgeführten kirchenrechtlichen Verfahren wurden 31 Brüder von der Waldbreitbacher Gemeinschaft ausgeschlossen. Nach einer vom Vatikan vorgenommenen Visitation wurde zunächst ein externer Generaloberer eingesetzt und die Gemeinschaft im Jahr 1937 auf Betreiben des Trierer Bischofs aufgelöst.
Der Heilige Stuhl setzte den Franziskaner Pater Burkhard Winzen zum externen Generaloberen des Ordens ein. Winzen und die meisten Mitglieder der Generalleitung verlegten ihren Sitz von Hausen nach Rom, um Repressalien durch die Nationalsozialisten zu entgehen.
In der Festschrift zum Jubiläum des Ordens 2012 wurden die Geschehnisse wie folgt dargestellt: „Zu diesen Vorkommnissen [nämlich: finanzielle Unregelmäßigkeiten, Konkurs] kam der Vorwurf gegenüber einigen  Mitbrüdern, so  genannte Sittlichkeitsdelikte (hauptsächlich Homosexualität) begangen zu haben. Auch wenn einige dieser Strafverfahren  sich später als nichtig erwiesen, blieben die Verurteilungen als schmerzliche Erfahrung für die Brüdergemeinschaft.  Diese Prozesse und auch die vorangegangenen  Devisenprozesse  wurden von der gleichgeschalteten Presse medial ausgeschlachtet.“ Die Franziskanerbrüder versteckten Behinderte und verhinderten so ihre Deportation, sie nahmen verfolgte Priester auf, und einzelne Brüder verweigerten den Hitlergruß.

### Nach dem Zweiten Weltkrieg

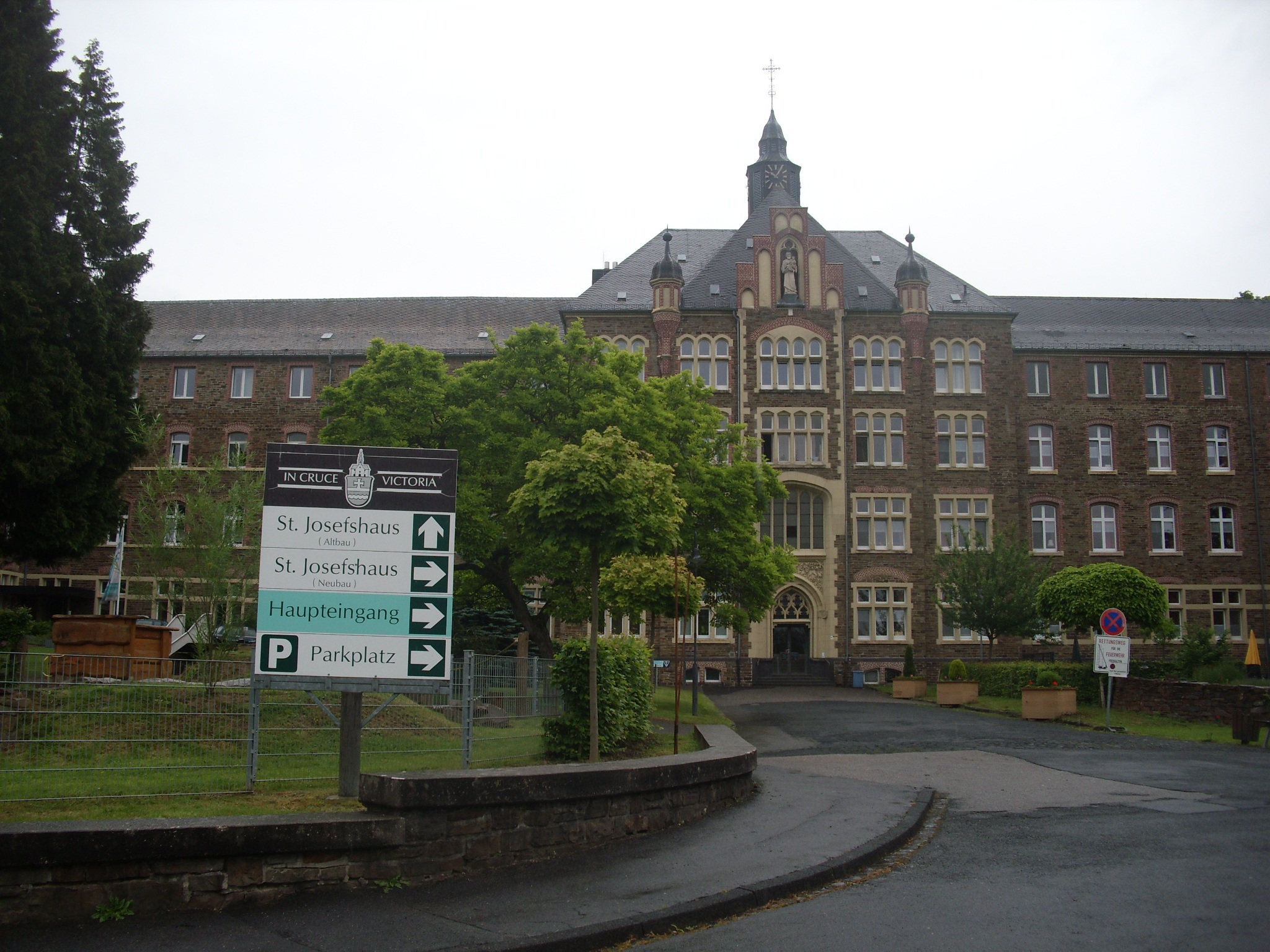
Das St.-Josefs-Haus in Hausen (2012)

Das 1937 enteignete Krankenhaus St. Marienwörth in Bad Kreuznach wurde den Franziskanerbrüdern im Sommer 1946 vom Landrat zurückgegeben, Das beschlagnahmte Mutterhaus in Hausen konnte ab 1947 wieder genutzt werden. Die Gemeinschaft hatte jetzt nur noch 200 Brüder, weniger als die Hälfte von 1936. Es folgte eine Zeit der Konsolidierung; in den USA kam es zu einem Aufschwung, der bis zum Ende der 1970er-Jahre anhielt. Von 1963 bis 1994 waren Hausener Franziskanerbrüder in einer Pflegeeinrichtung in Brasilien tätig. Der letzte Bruder einer Niederlassung in den Niederlanden starb 2004, die Tätigkeit wurde auf zwei Stiftungen übertragen.
2012 hatte die Gemeinschaft in Deutschland 25 Mitglieder in drei Konventen: in Hausen/Wied, in Cochem-Ebernach und in Bad Kreuznach. Das St.-Josefs-Haus in Hausen, der größte Konvent, ist Sitz der Generalleitung des Ordens. Weitere 11 Brüder leben im Nordosten der USA. Die Ordensgemeinschaft ist in der Rechtsform Franziskanerbrüder vom Heiligen Kreuz e.V.  Träger mehrerer medizinischer und sozialer Einrichtungen. 2006 wurde die gemeinnützige Bruder-Jakobus-Wirth-Gemeinschaftsstiftung gegründet, ihr Ziel ist die Förderung der Alten-, Jugend- und Behindertenhilfe in den Einrichtungen der Franziskanerbrüder vom Heiligen Kreuz. Die Trägerzeitung „pax et bonum“" informiert seit 2012 dreimal jährlich über Projekte und Vorhaben der Franziskanerbrüder vom Heiligen Kreuz.

## Verbreitung

### Deutschland
- St. Josefshaus, Hausen/Wied; Alten- und Langzeitpflege
- St. Franziskushaus, Hausen/Wied; Einrichtung für geistig behinderte Menschen
- Kloster Ebernach, Cochem/Mosel; Wohn- und Dienstleistungseinrichtung für Menschen mit intellektueller Beeinträchtigung
- Haus St. Josef, Bad Kreuznach; Senioreneinrichtung
- Kurzzeitpflegeheim St. Antoniushaus, Bad Münster am Stein-Ebernburg
- Puricelli-Stift, Rheinböllen; Senioreneinrichtung
- Altenheim Maria Königin, Kirn
- Mutterhaus und Generalat der Brüdergemeinschaft, Hausen/Wied
- Postulat und Noviziat der Brüdergemeinschaft, Bad Kreuznach (Ausbildungskommunität)

bis Februar 2025: Krankenhaus St. Marienwörth, Bad Kreuznach; Krankenhaus der Regelversorgung

### Trägerbeteiligungen
- Mosellandwerkstätten Ebernach Kühr gGmbH, Treis-Karden; Werkstatt für Behinderte Menschen
- Caritas Sozialstation an Rhein und Wied; ambulanter Pflegedienst Linz/Rhein

### Vereinigte Staaten von Amerika
- Brother James Court, Springfield, Illinois; Behinderteneinrichtung
- St. Coletta, Jefferson, WI